# Російські коменданти в Гетьманщині (XVIII століття)
Російські коменданти в Гетьманщині у XVIII столітті — службові особи гарнізонів російських військ, розміщених на українських землях. З'явилися в Гетьманщині після 1709, коли тут за наказом російського царя Петра І була дислокована російська дивізія під командуванням генерал-фельдмаршала Бориса Шереметєва. Російські гарнізони розмістилися у великих тутешніх містах. Коменданти цих гарнізонів замінили місцевих воєвод. Вони проживали в полкових містах та фортецях. Підпорядковувалися київському обер-коменданту. Опікувалися забезпеченням гарнізонів продовольством і фуражем, яке залежало від місцевого полкового уряду (див. Полковий устрій). Згодом стали втручатися у внутрішні справи полку, прибрали до своїх рук ключі від міст (раніше ці ключі були в полковників; див. Полковник козацький), почали здійснювати контроль за охороною міських брам, веж фортечних стін, в'язниць. До лагодження й спорудження фортець залучали й українських козаків. З часом взяли на себе роль арбітрів у справах конфліктуючих сторін полкової еліти, це стало приводом для їх самовільного втручання в місцеве управління та започаткувало практику цілеспрямованого обмеження ними компетенції полковників козацьких. Як винагороду за службу (замість існуючих у Росії «кормов») одержували в Гетьманщині маєтки та села, це давало їм можливість претендувати на виборні урядові посади, насамперед полковничі. Усупереч договірним статтям українських гетьманів з російськими царями про обрання козацьких полковників лише з українців, полковничі посади стали надаватися також російським комендантам (І.Хрущов, І.Божич — у Ніжині, М.Богданов, В.Ізмайлов, І.Божич — у Чернігові та інші). Таким чином останні вливалися до соціального стану полкової еліти.